# Tren a marte
Tren A Marte es una banda mexicana de Pop Rock formada en 2007 por los hermanos Alan y Edgar García.
El grupo nace en 2007, comienza siendo un dueto formado por los hermanos Alan y Edgar García, ellos comenzaron este viaje del Tren A Marte, logrando su primera presentación en febrero de 2008, como teloneros de Alejandra Guzmán, es en esta presentación cuando Christian Carrillo “Titi” (batería), se une a la agrupación y se crea una banda.
En el 2009 se unen en el bajo, Allan Fuentes "Árbol", en el piano, Iván Oropeza "Rosa" y con la guitarra, Adrián Adame "Dedos", es cuando Tren A Marte comienza hacer presentaciones en su natal Tijuana, logrando presentarse en los lugares más importantes de esta ciudad, dando a conocer su talento y carisma que tanto los caracteriza,  son los teloneros de Noel Schajris con excelente aceptación.
En búsqueda de realizar su sueño, Tren A Marte decide dejar su natal Tijuana y migrar a la Ciudad de México, donde su perseverancia, actitud y amor a la música fueron las herramientas fundamentales para que varias puertas fueran abriendo poco a poco, logrando ser invitados como teloneros de diferentes artistas: Fonseca, Amaury Gutiérrez, Mikel Erentxun, La Gusana Ciega.
En junio del 2010 pisan el escenario del Auditorio Nacional como “artistas invitados” de Reyli Barba, donde interpretan “Un Día Más”.
Su talento los lleva a formar parte del Show Black Tie Femmes, viviendo una etapa muy importante de desarrollo en su carrera, show con más de 4 años en cartelera.
Después de más de 7 años de trabajo, Tren a Marte lanza su primera producción discográfica "Tercera Llamada", en enero del 2013, material que contiene 12 temas inéditos, once de estos compuestos por la misma banda de Tren a Marte, uno de ellos cuenta con la participación de Kalimba (Me Olvidaré), y un tema compuesto por Daniel Gutiérrez de "La Gusana Ciega" & Chris Uribe titulado "Si No Eres Mía".
Para sorpresa de todos "Tercera Llamada", fue nominado en la 14.ª Entrega de los Premios Latin Grammy como MEJOR ALBUM POP/ROCK, una sorpresiva nominación que llena de alegría a todos los que conforman este gran equipo de trabajo, este material ha sido una espléndida carta de presentación, una propuesta diferente con su sello distintivo el Charlespop.
Actualmente Tren A Marte se encuentra preparando su nuevo material inédito, tardaron un año en seleccionar los temas, la nueva propuesta sin duda es uno de sus más grandes retos, pues superar la calidad de “Tercera Llamada” no será nada fácil.
Este producción esta llena de experiencias de cada uno de los integrantes, etapas de vida que los han marcado, sin duda la carga sentimental de este álbum será su ingrediente primordial.

## Integrantes
- Alan García - Guitarra acústica, voz
- Edgar García - Guitarra acústica, voz
- Christian Carrillo "Titi" - Batería
- Allan Fuentes "Árbol" - Bajo
- Julio Adam Adrián "Dedos" - Guitarra acústica, voz (exintegrante)

## Discografía
- Tercera Llamada[1] (2012)

El material contiene 12 temas inéditos, once de estos compuestos por Tren a marte, uno cuenta con la participación de Kalimba (Me Olvidaré), y otro tema más, compuesto por Daniel Gutiérrez "La Gusana Ciega" y Chris Uribe (Si No Eres Mía). El disco fue producido por Orlando Rodríguez Di Pietro.
Tercera Llamada estuvo nominado como mejor álbum de Pop / Rock a la XIV edición del Latin Grammy (2013) 
- Karma para el Alma (2016)

Álbum de 10 temas que muestra la evolución y madurez sonora de la agrupació, bajo la producción y dirección musical de Orlando Rodríguez Di Pietro. El disco cuenta con la colaboración de Horacio "Marciano" Cantero, líder de la agrupación "Enanitos Verdes" (Canción n.º 7 "Tan solo un instante"). 
El disco debutó #2 en Itunes México, y ha recibido excelentes críticas tanto de los fanes como de personas de renombre del medio artístico